# Orolestes selysi
Orolestes selysi är en trollsländeart som beskrevs av Mclachlan 1895. Orolestes selysi ingår i släktet Orolestes och familjen glansflicksländor. IUCN kategoriserar arten globalt som livskraftig. Inga underarter finns listade i Catalogue of Life.